# Teerã
Teerã (português brasileiro) ou Teerão (português europeu) (em persa: تهران; na convenção internacional: Tehrān, AFI: [tehˈɾɒːn]) é a capital e a maior cidade do Irã. Também é o centro administrativo da província e do condado homônimos. Com uma população de cerca de 9,8 milhões de pessoas em 2025 e cerca de 16,8 milhões na área metropolitana, Teerã é a cidade mais populosa da Ásia Ocidental, a segunda maior região metropolitana do Oriente Médio depois do Cairo e a 24ª área metropolitana mais populosa do mundo.
Na antiguidade clássica, parte do território da atual Teerã foi ocupado por Rages (hoje Rey), uma importante cidade dos medos quase totalmente destruída nas invasões medievais árabes, turcas e mongóis. A Rey atual foi absorvida pela área metropolitana de Teerã,que foi escolhida pela primeira vez como capital do Irã por Maomé Cã Cajar, da dinastia Cajar, em 1786, devido à sua proximidade com os territórios iranianos no Cáucaso, então separados do Irã nas Guerras Russo-Iranianas, para evitar as facções rivais das dinastias iranianas anteriormente governantes. A capital foi transferida diversas vezes ao longo da história e Teerã se tornou a 32ª capital do país. As obras de construção em grande escala começaram na década de 1920 e Teerã tornou-se um destino para migrações em massa de todo o Irã no século XX.
A maior parte da população é da etnia persa, com cerca de 99% deles falando a língua persa, ao lado de outros grupos etnolinguísticos da cidade que se tornaram persianizados e assimilados. Teerã foi descrita como um "caldeirão cultural" e há mais azerbaijanos em Teerã do que em qualquer outra cidade do mundo e a população curda na cidade é de mais de 2 milhões de pessoas. A cidade abriga muitos locais históricos, incluindo o Palácio de Gulistão, Patrimônio Mundial da dinastia Cajar, e o Palácio de Sadabade, Niavarão e o Palácio de Marmar, da dinastia Pahlavi. Os marcos locais incluem a Torre Azadi, um memorial construído em 1971 para marcar o 2.500º aniversário do Império Persa, a Torre Milad, a sexta torre autossustentável mais alta do mundo, concluída em 2007, outro marco famoso em Teerã é a Ponte Tabiat, concluída em 2014.
Planos para transferir a capital de Teerã para outra área devido à poluição do ar e terremotos não foram aprovados até agora. Uma pesquisa realizada em 2016 pela Mercer a 230 cidades em todo o mundo classificou Teerã no 203.º lugar em termos de qualidade de vida. De acordo com o Índice Global de Cidades de Destinos de 2016, a cidade está entre os dez destinos turísticos com crescimento mais rápido. Em 2016, o Conselho Municipal declarou 6 de outubro como o Dia de Teerã, celebrando a data em 1907 em que a cidade se tornou oficialmente a capital do Irã.

## Etimologia
A palavra "Tehran" é derivada de Tirã(o) ou Tirgã(o), que significa "a morada de Tir" (a divindade zoroastrista associada a Hermes). Esta antiga aldeia de Tiran era vizinha de Merã (a morada de Mer ou Mitra), ambas sendo dominadas pela grande cidade de Ray ou Rhages. Merã e Ray ainda existem como subúrbios de Teerã.[carece de fontes?]

## História

### Pré-história
Apesar da região onde se encontra haver sido habitada desde a mais remota antiguidade, Teerãoo desenvolveu-se como cidade independente apenas em tempos relativamente recentes. Viria a tornar-se a capital da Pérsia aos fins do século XVIII.[carece de fontes?]
Escavações demonstram a existência de assentamentos no local já em 6 000 a.C. Teerã era conhecida como uma aldeia no século IX, mas era de menor importância que a cidade de Rages que floresceu na vizinhança durante a era pré-mongólica. No século XIII, após Rages haver sido arrasada pelos mongóis, muitos de seus habitantes refugiaram-se em Teerã.[carece de fontes?]

### Era moderna

Mapa da cidade em 1857.

Dom Ruy Gonzáles de Clavijo, um diplomata castelhano, foi provavelmente o primeiro europeu a visitar a cidade, durante sua jornada rumo a Samarcanda, à época a capital dos mongóis. Neste tempo, a cidade não era murada, o que indica sua pouca importância.[carece de fontes?]
No século XVI, Teerã tornou-se a residência dos soberanos safávidas. Tamaspe I ordenou a construção de um bazar, assim como a de um muro ao seu redor. Porém, a cidade perdeu o favor real quando Abas I adoeceu ao passar pela cidade a caminho de a uma guerra contra os uzbeques.[carece de fontes?]
No início do século XVIII, Carim Cã decretou a construção em Teerã de um palácio, um harém, e de escritórios governamentais, possivelmente com a intenção de declará-la sua capital, mas ao final optou por Xiraz. Desde 1795 é a capital do Império Persa, quando o xá Aga Maomé Cã da dinastia Qajar lá foi coroado.[carece de fontes?]

### Século XX

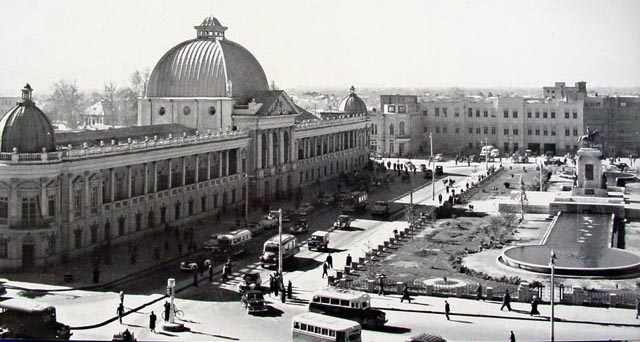
Praça Toopkhaneh em 1911.

Durante a Segunda Guerra Mundial, a Grã-Bretanha e a União Soviética forçosamente ocuparam a cidade, assim como o resto da Pérsia, por suspeitar que o xá Reza Pahlavi fosse secretamente um simpatizante nazista. Em 1943, os ocupantes lá organizaram a conferência de cúpula frequentada por Josef Stalin, Franklin Roosevelt e Winston Churchill.[carece de fontes?]

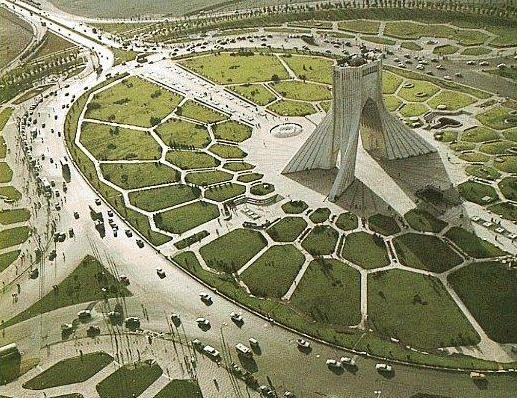
A Torre Azadi, na praça homônima, em 1971.

No período pós-guerra, muitos dos antigos monumentos e edifícios da cidade foram demolidos por ordem de Mohammad Reza Pahlavi, o qual havia sucedido seu pai, Reza Pahlavi. O soberano acreditava que a arquitetura tradicional não devesse ser parte de uma cidade moderna, e edifícios típicos dos anos 1950 e 1960 foram construídos em seu lugar, destruindo para sempre grande parte da herança cultural do país, assim como o visual da cidade. Por outro lado, essas reformas resultaram em melhorias na infraestrutura antiquada da cidade.[carece de fontes?]
A partir de 8 de setembro de 1978, começaram demonstrações populares contra a corrupção e repressão do regime imperial, que respondeu com um alto grau de violência, causando centenas de mortes, que por sua vez inspiraram novas demonstrações, ainda mais massivas. Em janeiro do ano seguinte, a monarquia caiu quando o Xá Mohammad Reza Pahlavi se viu obrigado a abandonar o país. A volta, alguns dias mais tarde, do Aiatolá Khomeini após um longo exílio inaugurou a era da República Islâmica.[carece de fontes?]
Em 4 de novembro de 1979, estudantes partidários de Khomeini invadiram a embaixada norte-americana na cidade, a qual suspeitavam corretamente de ser a sede das atividades ilícitas da FBI no país. Os funcionários e fuzileiros navais capturados pelos demonstrantes acabaram sendo detidos por um período de 444 dias.[carece de fontes?]
Durante a Guerra Irã-Iraque entre 1980 e 1988, Teerã foi repetidamente atacada por mísseis tipo scud, resultando em milhares de mortes e ferimentos entre a população civil.[carece de fontes?]

## Geografia

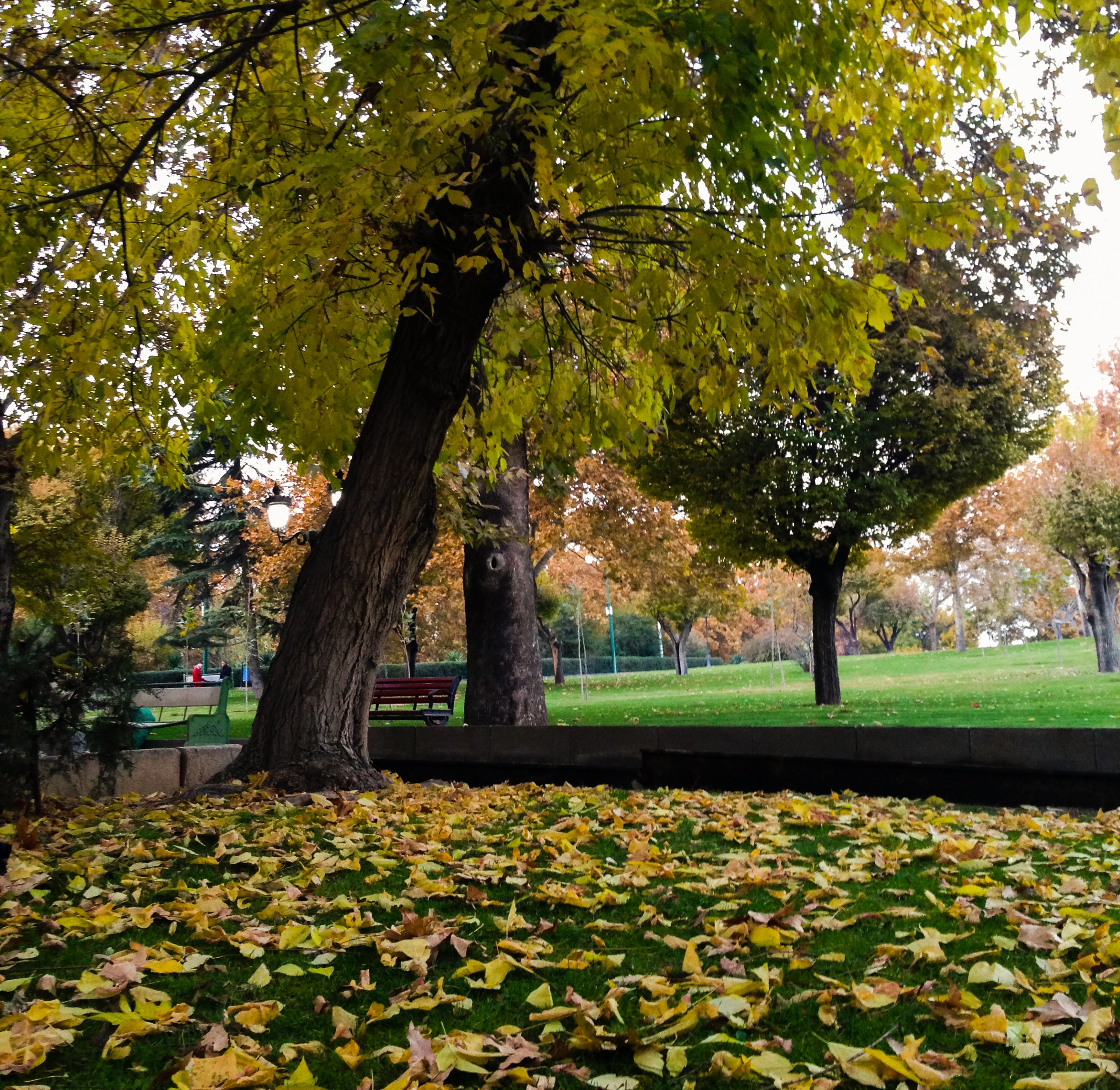
Parque da Nação no outono.

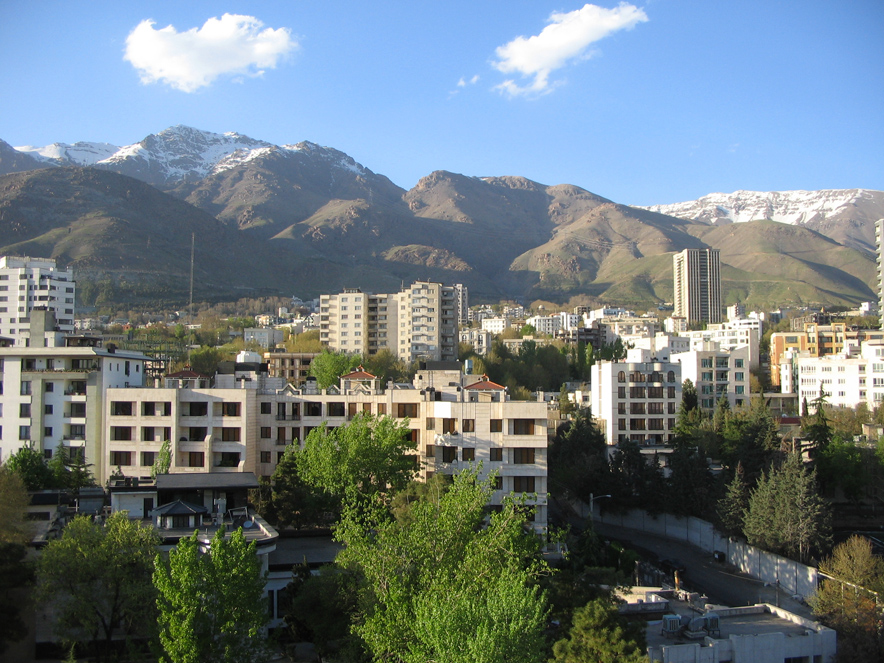
Ekhtiarieh.

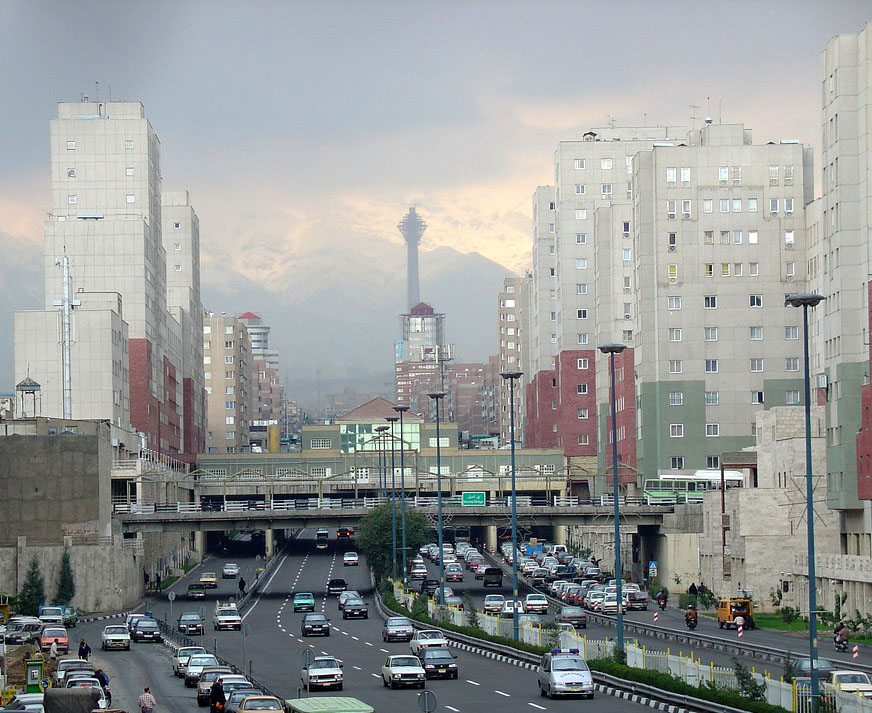
Poluição atmosférica em Teerã.

Teerã localiza-se a 1 190 m de elevação em uma região de grande variação geográfica. Seus arredores encontram os sopés da Cordilheira Elbruz, cujo mais alto pico, o Damavand, atinge 5 610 m e pode ser facilmente avistado da cidade.[carece de fontes?]
Ao sul da metrópole encontra-se o Dasht-e Kavir ou Grande Deserto Salgado, ao norte, a zona costeira do Mar Cáspio exibe vegetação exuberante graças a um alto índice pluviométrico.[carece de fontes?]

### Clima
O clima local é também bastante variável, sendo classificado como semiárido (tipo estepário de estação de chuvas no Inverno) (BShs), com apenas 230 mm de precipitação anual, que cai quase exclusivamente durante no inverno, primavera e outono.[carece de fontes?]
Os verões são bastante cálidos, embora menos que nas regiões de baixa altitude do Médio Oriente, com temperaturas que chegam a atingir 42 °C, enquanto os invernos são relativamente frios, com mínimas que chegam por vezes a -12 °C, e apresentando quedas de neve com certa frequência.[carece de fontes?]
|                                           | Jan | Fev | Mar | Abr | Mai | Jun | Jul | Ago | Set | Out | Nov | Dez | ANO |
| Máxima °C                                 | 5   | 8   | 13  | 21  | 26  | 33  | 36  | 35  | 31  | 23  | 15  | 8   | 21  |
| Mínima °C                                 | -1  | 1   | 5   | 12  | 16  | 22  | 25  | 24  | 21  | 14  | 7   | 2   | 12  |
| Precip. mm                                | 40  | 30  | 30  | 30  | 10  | 0   | 0   | 0   | 0   | 10  | 20  | 30  | 230 |
| Fontes: Weatherbase e The Weather Channel |     |     |     |     |     |     |     |     |     |     |     |     |     |

### Problemas ambientais
Um plano para mover a capital foi discutido muitas vezes em anos anteriores, devido principalmente aos problemas ambientais da região. Teerã é classificada como uma das cidades mais poluídas do mundo e também está localizada perto de duas grandes falhas geológicas.
A cidade sofre de grave poluição do ar. Cerca de 80% da poluição da cidade é devido ao fluxo de carros. Os 20% restantes são devidos à poluição industrial. Outras estimativas sugerem que as motocicletas sozinhas representam 30% do ar e 50% da poluição sonora em Teerã.
Em 2010, o governo anunciou que "por razões de segurança e administrativas, o plano para mover a capital de Teerã foi finalizado". O Parlamento Iraniano nomeou Piranxar, Ispaã e Semnã como três das principais candidatas para substituir Teerã como a capital. Há planos para mudar 163 empresas estatais para as províncias e várias universidades de Teerã para evitar danos de um potencial terremoto.

## Demografia

Imagem de satélite de Teerã em 1985 e 2009.

A cidade de Teerã tinha uma população de aproximadamente 7,8 milhões de habitantes em 2006. Com sua atmosfera cosmopolita, Teerã é o lar de diversos grupos étnicos e linguísticos de todo o país. A língua nativa da cidade é o sotaque teerani da língua persa e a maioria das pessoas em Teerã se identificam como persas.
No entanto, historicamente, o dialeto nativo original da região de Teerã-Rey não é persa, que é linguisticamente do sudoeste iraniano e se origina em Fars (Pars) no sul do país, mas um dialeto iraniano do noroeste (agora extinto) pertencente à Grupo Central iraniano.
Os azerbaijanos-iranianos formam, de longe, o segundo maior grupo étnico da cidade, que compõem cerca de 25% a 1/3 de sua população total, enquanto os habitantes de mazandaranis étnicos são o terceiro maior, composto por cerca de 16% da população total. Outros grupos étnicos incluem curdos, armênios, georgianos, bakhtiaris, talysh, balúchis, assírios, árabes, judeus e circassianos.
De acordo com um censo de 2010 realizado pelo Departamento de Sociologia da Universidade de Teerã, em muitos distritos da cidade e em várias classes socioeconômicas, 63% das pessoas em Teerã nasceram em Teerã, 98% sabem persa, 75% se identificam como persas étnicos e 13% têm algum grau de proficiência em uma língua européia.

## Subdivisões

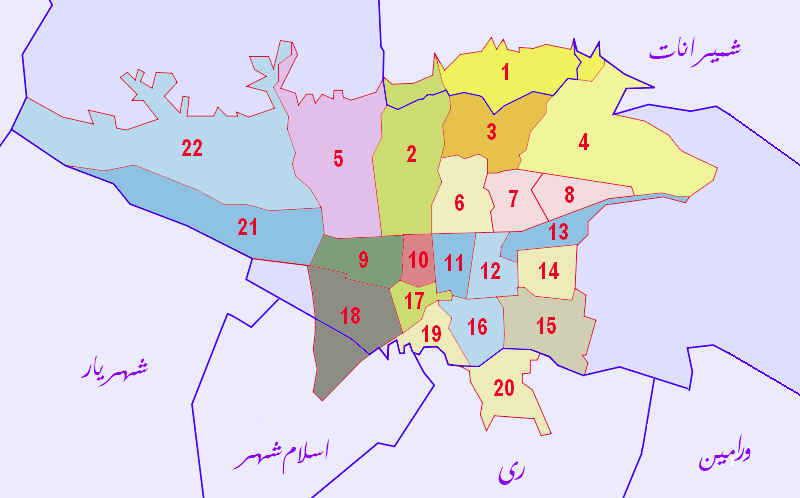
Distritos de Teerã.

A cidade se divide em 22 distritos, cada um com seus próprios centros administrativos. Dentro desses distritos se encontram os seguintes bairros: Abbas Abad, Afsariyeh, Amir Abad, Bagh Feiz, Baharestan, Darakeh, Darband, Dardasht, Dar Abad, Darrous, Dehkadeh Olampik, Ekhtiyariyeh, Elahiyeh, Evin, Farmanieh,Gheitariye, Gholhak, Gisha, Gomrok, Hasan Abad, Jamaran, Jannat Abad, Javadiyeh, Jomhuri, Jordan, Narmak, Navvab, Nazi Abad, Niavaran, Park-e Shahr, Pasdaran, Punak, Ray, Sa'adat Abad, Sadeghiyeh, Shahrara, Shahr-e ziba, Shahrak-e Gharb, Shemiran, Tajrish, Tehranpars, Vanak, Velenjak, Yaft Abad, Yusef Abad, Zafaraniyeh, etc.[carece de fontes?]
A antiga Teerã sofreu sob a dinastia Pahlevi. Alguns dos bairros de caráter tradicional ainda restantes são: Udlajan, Sangelaj, Bazaar, Chaleh Meydan, Dowlat. Desses, Chaleh Meydan é o mais antigo.[carece de fontes?]

## Economia

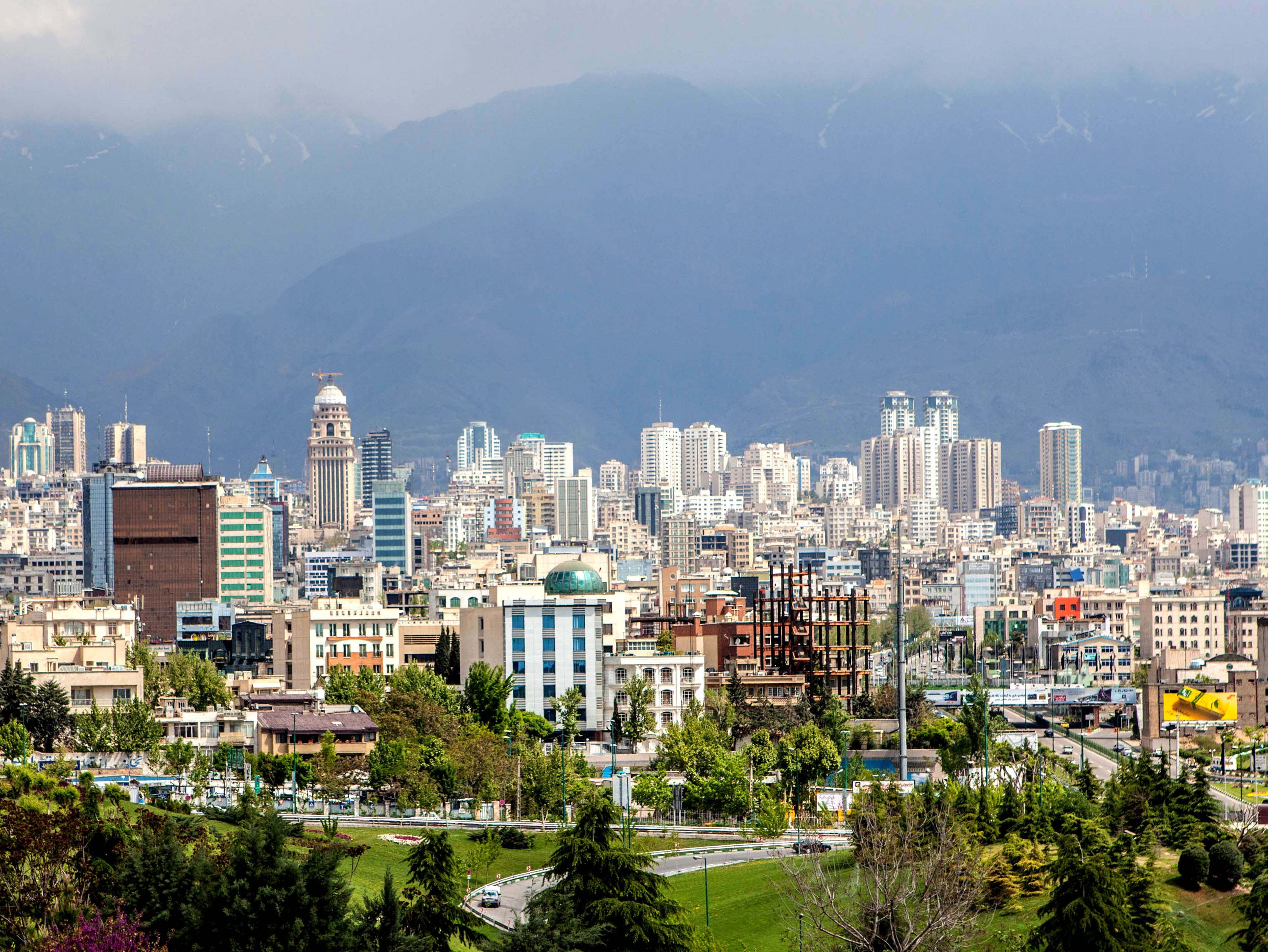
Prédios da região norte da cidade vistos a partir do Parque Ab-o-Atash.

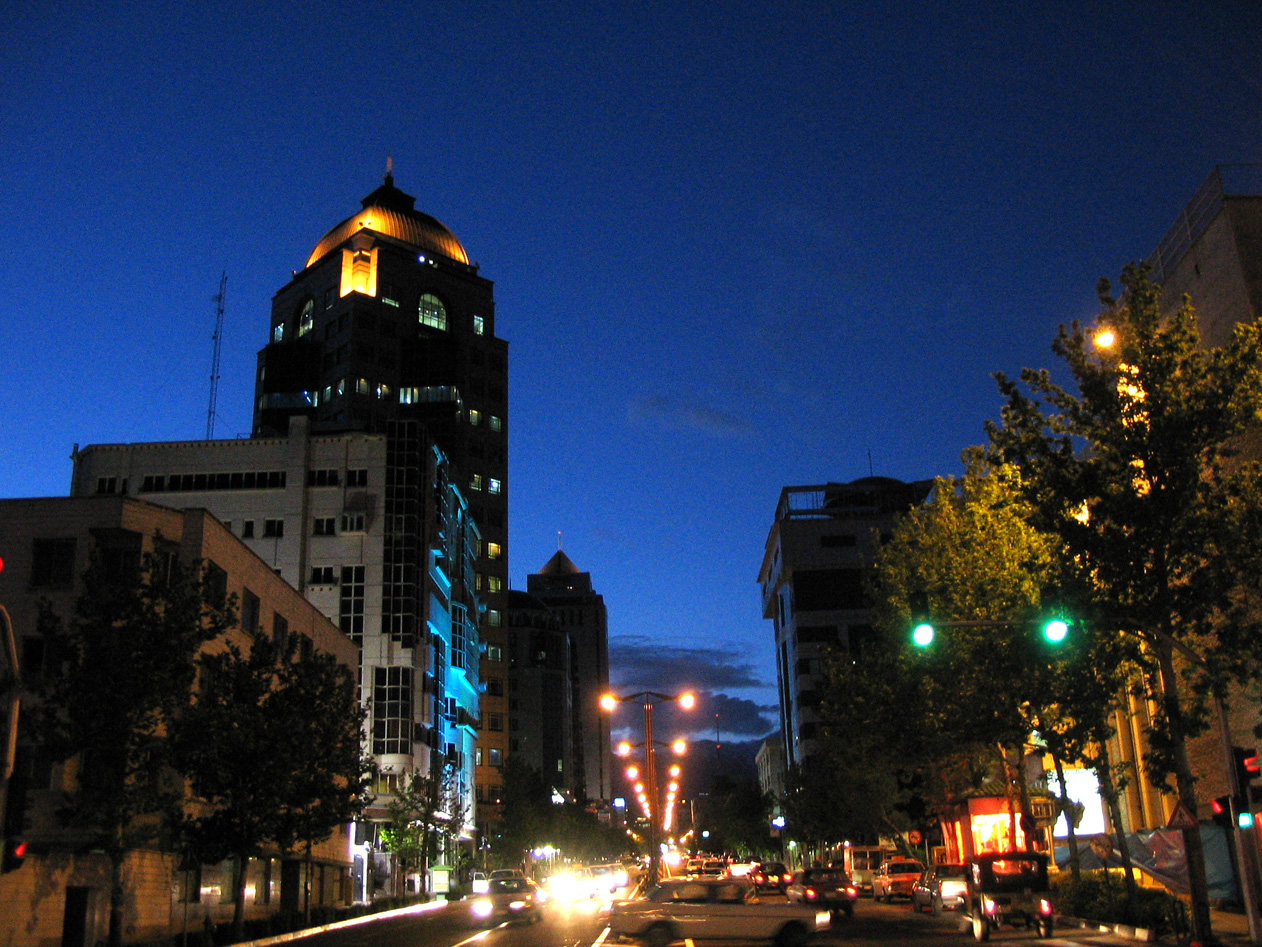
Bairro de Abbas Abad.

Teerã é o centro econômico do Irã. Cerca de 30% da força de trabalho do setor público do país e 45% de suas grandes empresas industriais estão localizadas na cidade, sendo que quase metade desses trabalhadores são empregados pelo governo. A maioria dos trabalhadores remanescentes são trabalhadores das fábricas, comerciantes e trabalhadores dos transportes.
Poucas empresas estrangeiras operam em Teerã por causa das complexas relações internacionais do governo do país. Mas antes da Revolução de 1979, muitas empresas estrangeiras estavam ativas nesta região. Muitas indústrias modernas da cidade incluem a fabricação de automóveis, equipamentos eletrônicos e elétricos, armamentos, têxteis, açúcar, cimento e produtos químicos. É também um centro líder para a venda de tapetes e móveis. Há uma refinaria de petróleo perto de Rey, ao sul da região metropolitana de Teerã.[carece de fontes?]
A Bolsa de Valores de Teerã, que é membro integral da Federação Internacional de Bolsas de Valores (FIBV) e membro fundador da Federação das Bolsas de Valores Euroasiáticas, foi uma das bolsas de valores de melhor desempenho do mundo nos últimos anos.

### Turismo
A Torre Azadi, na praça do mesmo nome, é geralmente o primeiro monumento a ser reconhecido por visitantes a caminho entre o Aeroporto Internacional de Mehrabad e o centro da cidade, é considerada um símbolo da cidade e do país.[carece de fontes?]
O Trono do Pavão, de ouro maciço e adornado com pedras preciosas, anteriormente o símbolo do poder dos xás, pode ser visto no Palácio de Golestão, agora convertido a museu. Outros museus importantes são: o Museu Nacional do Irã, o Conjunto de Palácios de Sa'dabad, o Conjunto de Palácios de Niavaran, o Museu do Cristal e da Cerâmica, o Museu Iraniano dos Tapetes e o Museu das Miniaturas. Além dessas instituições com seus acervos típicos do país, também existe o Museu de Arte Contemporânea de Teerã, cuja coleção de arte ocidental inclui obras de Vincent Van Gogh, Pablo Picasso e Andy Warhol.[carece de fontes?]
O Centro de Exposições de Teerã organiza numerosos eventos, inclusive feiras literárias de alta popularidade. Em Teerã também se encontra a quarta mais alta estrutura independente do mundo, a Torre Milad.[carece de fontes?]

## Infraestrutura

### Transportes

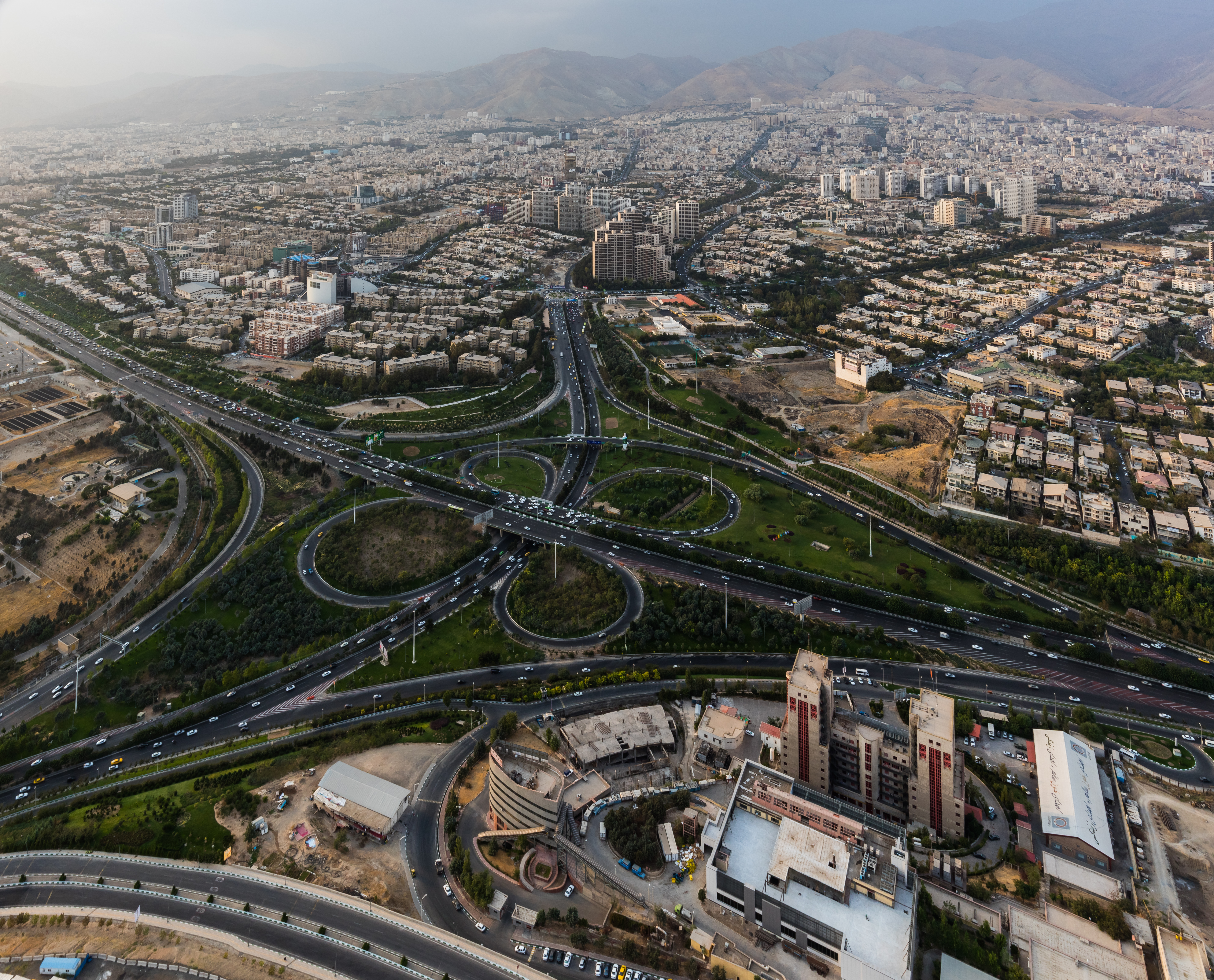
Trevo rodoviário visto da Torre Milad.

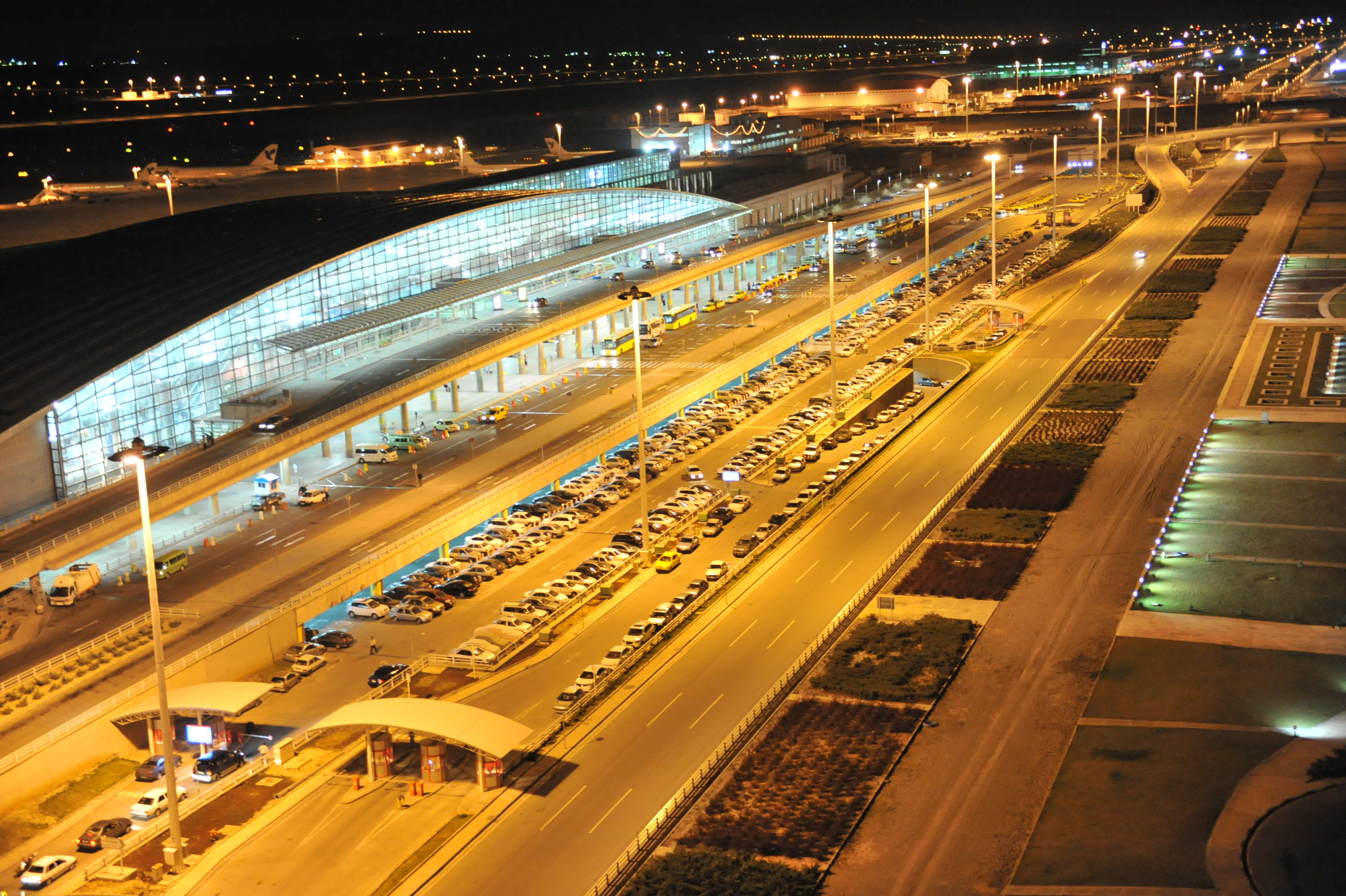
Aeroporto de Tehran-Imam Khomeini.

A metrópole de Teerã está equipada com uma rede de rodovias e cruzamentos. De acordo com o chefe do Gabinete de Meio Ambiente e Desenvolvimento Sustentável do município de Teerã, a cidade foi projetada para ter uma capacidade de cerca de 700 mil carros, mas atualmente tem mais de 5 milhões de automóveis. O setor de automação desenvolveu recentemente, mas as sanções internacionais influenciam os processos de produção.
O sistema de transporte público de Teerã inclui ônibus convencionais, tróleibus e o Bus Rapid Transit (BRT). O sistema de trólebus abriu em 1992, usando uma frota de 65 ônibus articulados construídos por Škoda. Este foi o primeiro sistema de trólebus no Irã e continua sendo o único sistema desse país. Em 2005, os trólebus estavam operando em cinco rotas, todos começando na Praça Imam Hossein, perto da Estação Imam Hossein, na Linha 2 do Metrô de Teerã. Duas rotas que funcionam a nordeste funcionam quase inteiramente em uma via segregada localizado no meio da calçada larga ao longo da Rua Damavand), parando apenas em paradas construídas de propósito, localizadas a cada 500 metros ao longo das rotas, efetivamente fazendo essas rotas de trólebus-BRT (mas não são chamadas assim). As outras três rotas de trólebus correm a sul da Praça Imam Hossein e operam em trânsito misto. Ambas as seções de rotas são atendidas por serviços de parada limitada e serviços locais (fazendo todas as paradas). Uma extensão de 3,2 km da Praça Shoosh para a Praça Rah Ahan e a estação ferroviária aberta em março de 2010.
O BRT de Teerã foi oficialmente inaugurado em 2008 pelo prefeito de Teerã, Mohammad Baqer Qalibaf. O sistema tem três linhas com 60 estações em diferentes áreas da cidade. Em 2011, o BRT tinha uma rede de 100 quilômetros, transportando 1,8 milhão de passageiros diariamente. A cidade também desenvolveu um sistema de compartilhamento de bicicletas que inclui 12 centros em um dos distritos de Teerã.
Teerã é servida pelos aeroportos internacionais de Mehrabad e Khomeini. O Aeroporto de Mehrabad, um antigo aeroporto no oeste de Teerã, que funciona como uma base militar, é usado principalmente para voos domésticos. O aeroporto de Imam Khomeini, localizado a 50 quilômetros ao sul da cidade, lida com os principais voos internacionais.

## Cultura

### Arquitetura

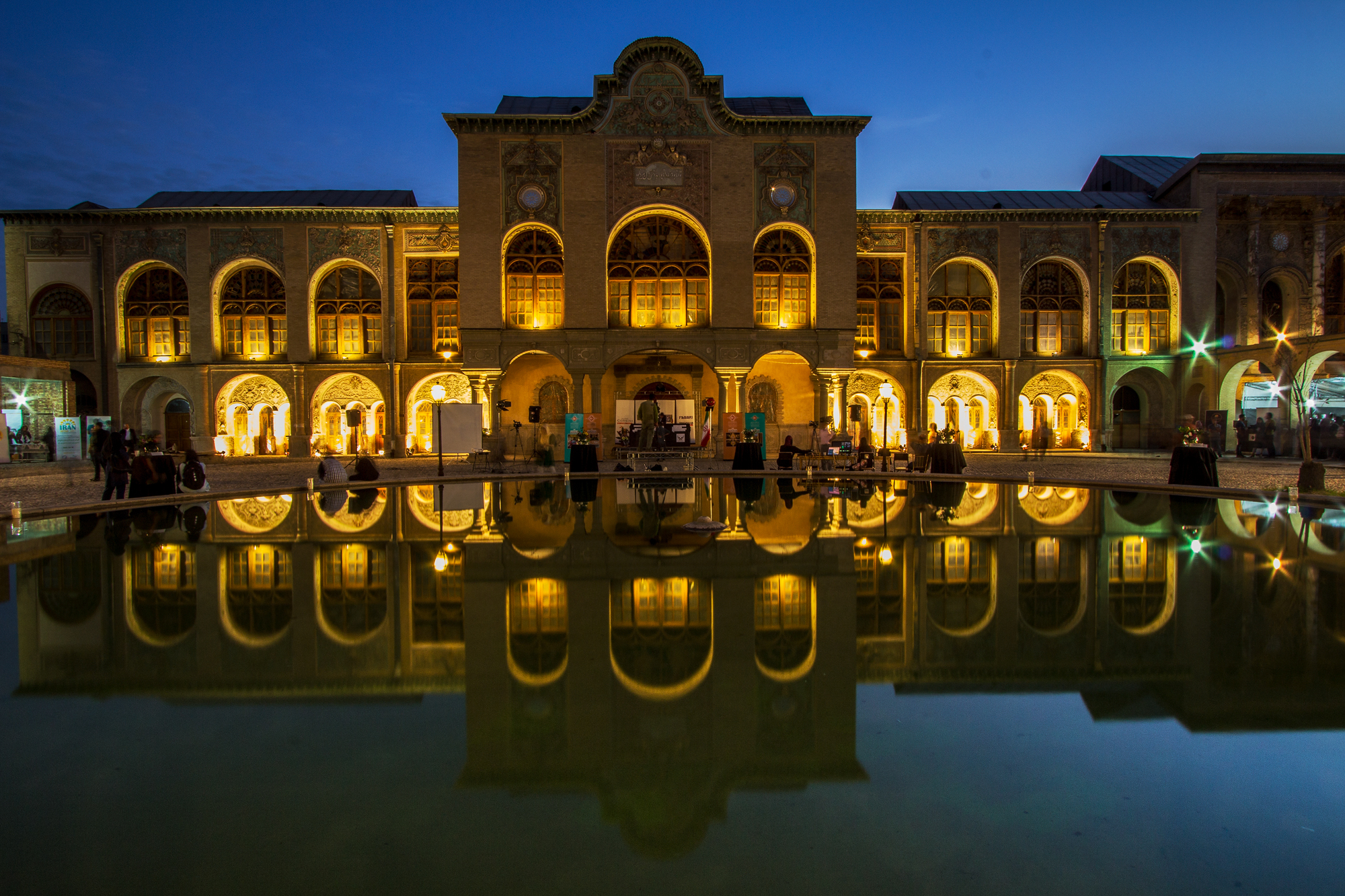
Palácio Masoudie no bairro Baharestan.

Os monumentos arquitetônicos sobreviventes mais antigos da cidade são das eras Qajar e Pahlavi. Embora, considerando a área da Grande Teerã, também existam monumentos que datam da era Seljuque; nomeadamente a Torre Toqrol. Há também restos do castelo de Rashkan, que remonta à antiga era do Império Parta, dos quais alguns artefatos estão alojados no Museu Nacional do Irã.
Teerã só teve uma pequena população até o final do século XVIII, mas começou a desempenhar um papel mais importante na sociedade iraniana depois de ter sido escolhida como a capital. Apesar da ocorrência regular de terremotos durante o período Qajar, alguns edifícios históricos permaneceram dessa época.
Teerã é a grande cidade iraniana e é considerada a infraestrutura mais modernizada do país; no entanto, a gentrificação de bairros antigos e a demolição de edifícios de significado cultural causam preocupações.

### Esportes

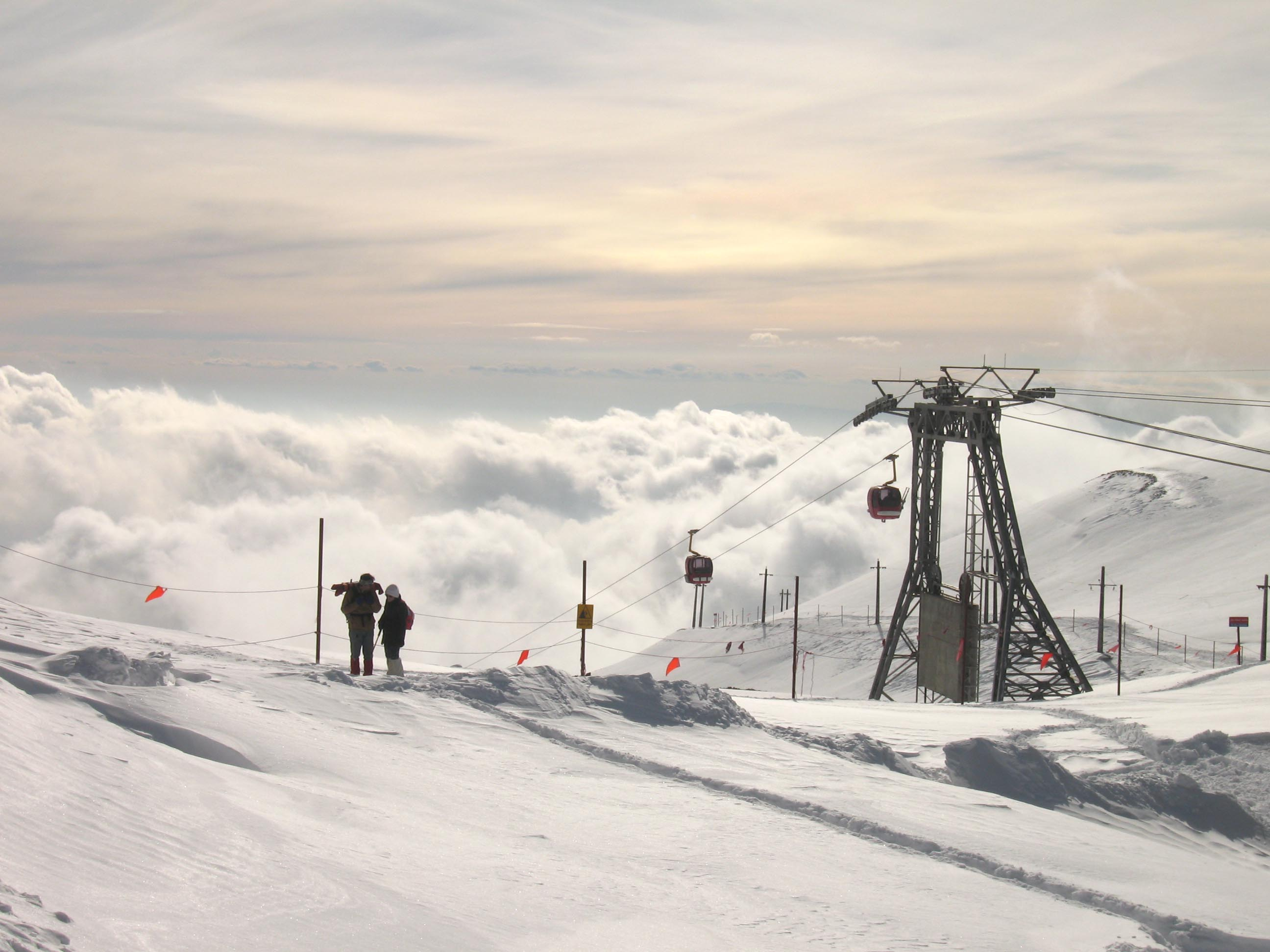
Estação de esqui de Tochal

Teerã foi a primeira cidade no Oriente Médio a sediar os Jogos Asiáticos. Os 7º Jogos Asiáticos de Verão realizaram-se em Teerã em 1974, com a participação de 2 363 atletas e funcionários de 25 países. O futebol e o voleibol são os esportes mais populares da cidade, enquanto a luta livre, o basquete e o futsal também sejam partes importantes da cultura esportiva da cidade.
Doze estâncias de esqui operam no Irã, sendo o mais famoso Tochal, Dizin e Shemshak, todos dentro de uma a três horas da cidade de Teerã. O Tochal Ski Resort é a quinta estação de esqui mais alta do mundo em mais de 3 730 metros acima do nível do mar em seu ponto mais alto. É também a estância de esqui mais próxima do mundo para uma capital. O resort foi concluído em 1976, pouco antes da Revolução de 1979. Tochal está equipado com um elevador de gôndola de 8 km de comprimento que cobre uma enorme distância vertical.
O primeiro clube de futebol de Teerã foi fundado em 1920 e chamava-se Clube do Irã, mas foi dissolvido em 1923. Atualmente, o clube de futebol mais antigo da cidade é o Rah Ahan F.C., fundado em 1937. A cidade recebeu o final da Copa da Ásia de 1968 e da Copa da Ásia de 1976. O Persepolis e o Esteghlal, que são os maiores clubes da cidade e dois dos maiores clubes da Ásia, competem no derby de Teerã. Teerã é também o lar de Ararat F.C., uma popular equipe de futebol armênio-iraniana com sede no Estádio Ararat. O estádio é nomeado após o Monte Ararate, e é dedicado à comunidade armênia da cidade. Os principais clubes da cidade ganharam vários títulos asiáticos e alguns dos seus jogadores são conhecidos internacionalmente Teerã também é o local do estádio nacional de futebol no Estádio Azadi, que tem uma capacidade de 78 mil expectadores. O estádio é um dos maiores estádios do mundo e é onde são realizados muitos dos principais jogos da Primeira Divisão iraniana.